# Nicklas Røjkjær
Nicklas Røjkjær, né le 24 juillet 1998 à Gødvad au Danemark, est un footballeur danois qui évolue au poste de milieu central au FC Nordsjælland.

## Biographie

### En club
Né à Gødvad au Danemark, Nicklas Røjkjær est formé par le Silkeborg IF. Il fait ses débuts en professionnel lors d'un match de deuxième division danoise face au Vendsyssel FF le 23 mars 2016. Il entre en jeu à la place de Davit Skhirtladze et les deux équipes se neutralisent (1-1 score final). 
Le 27 janvier 2018, Nicklas Røjkjær rejoint le Viborg FF, club évoluant alors en deuxième division danoise.
Lors de l'été 2019, Nicklas Røjkjær est recruté par l'Esbjerg fB. Le transfert est officialisé le 28 juin 2019 et il signe un contrat courant jusqu'en juin 2023.
C'est avec ce club qu'il joue son premier match en Superligaen, la première division danoise, le 21 juillet 2019, face au Hobro IK. Il entre en jeu à la place de Mathias Kristensen et les deux équipes se neutralisent (1-1).
Le 15 janvier 2024, Nicklas Røjkjær prend la direction de la Suède pour sa première expérience à l'étranger, et signe en faveur du Mjällby AIF pour un contrat courant jusqu'en décembre 2027.
Le 6 juillet 2025, Nicklas Røjkjær retourne au Danemark en signant en faveur du FC Nordsjælland. La durée du contrat n'est alors pas précisée.

### En sélection
Nicklas Røjkjær est sélectionné avec l'équipe du Danemark des moins de 17 ans de 2014 à 2015. Au total il joue neuf matchs et marque deux buts.